# Список послов СССР и России на Сейшельских островах
В статье представлен список послов СССР и России в Республике Сейшельские Острова.
- 30 июня 1976 г. — установление дипломатических отношений на уровне посольств.

## Список послов
| Срок полномочий                   | Посол                          | Годы жизни | Вручение верительных грамот |
| --------------------------------- | ------------------------------ | ---------- | --------------------------- |
| СССР                              |                                |            |                             |
| 4 апреля 1977 — 10 августа 1981   | Александр Капитонович Старцев  | 1919—1986  | 27 июня 1977                |
| 10 августа 1981 — 10 апреля 1987  | Михаил Георгиевич Орлов        | 1928—2006  | 3 сентября 1981             |
| 10 апреля 1987 — 20 февраля 1991  | Виктор Витальевич Анисимов     | 1938—2017  |                             |
| 20 февраля 1991 — 25 декабря 1991 | Сергей Борисович Киселёв       | род. 1947  |                             |
| Российская Федерация              |                                |            |                             |
| 25 декабря 1991 — 7 сентября 1995 | Сергей Борисович Киселёв       | род. 1947  |                             |
| 7 сентября 1995 — 29 июня 1998    | Геннадий Иванович Федосов      | род. 1937  |                             |
| 29 июня 1998 — 28 февраля 2005    | Владимир Николаевич Калинин    | род. 1939  | 15 сентября 1998            |
| 28 февраля 2005 — 16 января 2009  | Александр Семёнович Владимиров | род. 1946  |                             |
| 16 января 2009 — 7 ноября 2012    | Михаил Иванович Калинин        | род. 1954  |                             |
| 27 августа 2013 — 15 января 2020  | Владимир Александрович Белоус  | род. 1952  |                             |
| 15 января 2020 — настоящее время  | Артём Александрович Кожин      | род. 1974  | 10 марта 2020               |